# أفونديل (أوكلاند)
أفونديل، هي إحدى ضواحي وسط مدينة أوكلاند في نيوزيلندا ، تقع في حي واو ، وأحد التقسيمات الإدارية الثلاثة عشر لمجلس أوكلاند . كانت تسمى في الأصل تي واو، وهو الاسم من الأصلي والشائع للسكان الأصليين الماوري و اتي تعود لشجرة أنتيليا أو الواو ، وهي شجرة أصلية في البلاد.

## التركيبة السكانية

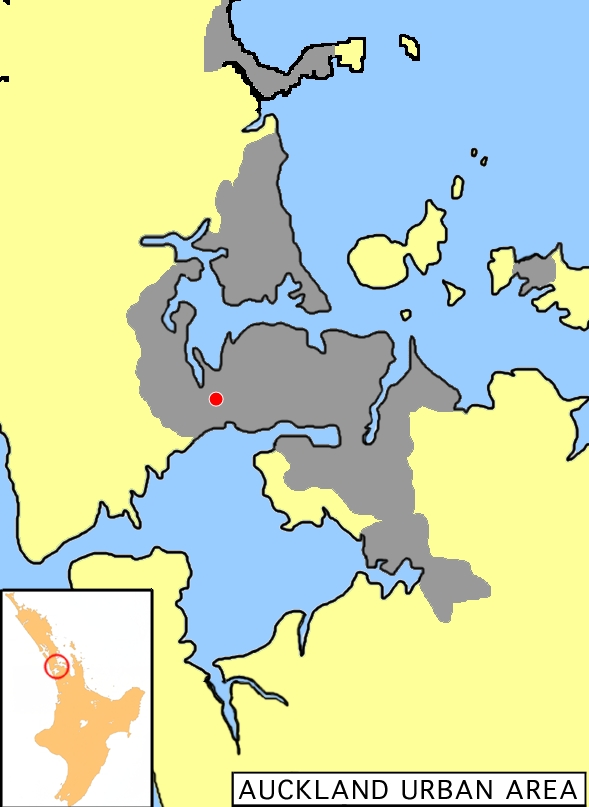

بلغ عدد سكان أفونديل 20,082 في تعداد نيوزيلندا 2018 ، بزيادة قدرها 1,788 شخص (9.8٪) منذ تعداد 2013 ، وزيادة 2.517 نسمة (14.3٪) منذ تعداد 2006 . هناك 5985 أسرة. وتعداد 10,086 من الذكور و 9,993 من الإناث، تبلغ نسبة الجنس 1.01 ذكر لكل أنثى، مع 3,708 أشخاص (18.5٪) الذين تقل أعمارهم عن 15 عامًا، و 5,253 (26.2٪) تتراوح أعمارهم بين 15 إلى 29 عامًا، و 9,123 (45.4٪) تتراوح أعمارهم بين 30 و 64 عامًا، و 1998 (9.9٪) تبلغ من العمر 65 عامًا أو أكثر.
التركيبة العرقية 37.0٪ أوروبي / باكيها، 11.1٪ ماوري، 25.4٪ شعوب المحيط الهادئ، 36.4٪ آسيويون، 4.7٪ أعراق أخرى (تضيف المجاميع إلى أكثر من 100٪ لأن الناس يمكن أن يتماهى مع أعراق متعددة).
بلغت نسبة المولودين في الخارج 47.2٪ مقارنة بـ 27.1٪ على الصعيد الوطني.
على الرغم من أن بعض الناس اعترضوا على إعطاء دينهم، إلا أن 36.5٪ ليس لديهم دين، و 38.6٪ مسيحيون، و 19.3٪ لديهم ديانات أخرى.
من بين هؤلاء الذين تقل أعمارهم عن 15 عامًا، كان 4776 (29.2٪) شخصًا حاصلين على درجة البكالوريوس أو أعلى، و 2415 (14.7٪) شخصًا ليس لديهم مؤهلات رسمية. كان الوضع الوظيفي لأولئك الذين لا يقل عددهم عن 15 عامًا هو أن 8478 (51.8٪) شخصًا يعملون بدوام كامل، و 2115 (12.9٪) بدوام جزئي، و 729 (4.5٪) عاطلون عن العمل.

## المزايا

### التعليم
- كلية أفونديل هي مدرسة ثانوية حكومية (من 9 إلى 15 عامًا) تضم 2878 طالبًا. وهي واحدة من أكبر المدارس الثانوية في نيوزيلندا.[4] أفونديل المتوسطة هي مدرسة للأعوام 7-8 مع لفة من 378 .[5] تشارك الموقع مع كلية أفونديل.
- مدرسة أفونديل الابتدائية ومدرسة روزبانك هي مدارس حكومية مختلطة تساهم في مدارس ابتدائية (سنوات 1-6) مع قوائم 286 و 448 طالبًا على التوالي.[6][7]
- مدرسة سانت ماري الكاثوليكية هي مدرسة ابتدائية كاملة متكاملة مع الدولة (من 1 إلى 8 سنوات) تضم 180 لفة.[8]

كل هذه المدارس مختلطة اعتبارا من أبريل 2020.

### المواصلات
تقع محطة أفونديل للسكك الحديدية على الخط الغربي لشبكة السكك الحديدية الحضرية في أوكلاند.

### مكتبات
أفونديل لديها فرع محلي لنظام مكتبات أوكلاند .

### دور العبادة
يوجد في أفونديل العديد من أماكن العبادة، بما في ذلك العديد من الكنائس ومسجد ومعبد هندوسي .

### سينما هوليوود
كانت هناك أفلام في قاعة أفونديل تاون من عام 1900، ولكن لم يتم عرضها بشكل منتظم إلا بعد ترقية المبنى في عامي 1915 و 1924 ليكون سينما أكثر فاعلية. تم استخدام القاعة كمركز للسينما والفنون المسرحية من قبل مجموعة متنوعة من المديرين وأصبحت تُعرف رسميًا باسم سينما هوليوود في عام 1966 عندما استحوذ عليها جان جريفستاد وأدارها ، حتى وفاته في عام 2001.